# Sachnovščynský rajón
Sachnovščynský rajón (ukrajinsky Сахновщинський район) byl rajón v Charkovské oblasti na Ukrajině. Hlavním městem byla Sachnovščyna a rajón měl přibližně 21 tisíc obyvatel. 

## Sídla v rajónu
- Sachnovščyna